# María Martha Serra Lima
Maria Martha Serra Lima (Buenos Aires, Argentina, 19 de dezembro de 1944 – Miami, Flórida, Estados Unidos, 2 de novembro de 2017) foi uma cantora argentina. 
Teve grande êxito em  Puerto Rico, México, Chile e Venezuela, além de seu próprio país.

## Duetos
Trío Los Panchos  a convidou para sua produção discográfica "Esencia Romántica", onde predomina o ritmo de bolero.
Libertad Lamarque, Estela Raval, Paz Martinez e outros.

## Discografia parcial
- Colección Inolvidable
- Quien Soy
- 20 Grandes Éxitos
- Brillantes 2
- Esencia Romántica
- Mis Boleros
- Baladas de Amor
- Símbolo de Amor
- Viaje
- Entre Nosotros
- Los Esenciales
- 20th Anniversary
- 12 Grandes Éxitos
- Lo Mejor de Mi
- Cosas de la Vida
- Como Nunca
- 20 de Colección
- The Latin Stars Series
- Esencia romántica 2
- María Martha Serra Lima
- El viaje